# Milo Yiannopoulos
Treść tego artykułu od 2025-05 może nie być zgodna z zasadami neutralnego punktu widzenia,
ponieważ artykuł ma nieneutralne, zbyt pozytywne nastawienie w stosunku do opisywanej osoby.
 Po wyeliminowaniu niedoskonałości należy usunąć szablon {{Dopracować}} z tego artykułu.
Milo Yiannopoulos (ur. 18 października 1984 w Kent jako Milo Hanrahan, znany też pod pseudonimem Milo Andreas Wagner) – brytyjski komentator polityczny, wydawca, dziennikarz, bloger i osobowość medialna grecko-żydowskiego pochodzenia. Jest kojarzony z ruchem alt-right, sam jednak odrzuca takie przyporządkowanie, wskazując na różnice między jego poglądami a założeniami alt-right.

## Życiorys
Urodził się i dorastał w brytyjskim Kent. Podejmował studia na University of Manchester oraz Wolfson College w Cambridge, w obydwu przypadkach nie ukończył ich. Pisał w dziale technologicznym „The Daily Telegraph”, następnie współtworzył „The Kernel” poświęcone podobnym zagadnieniom. Był jednym z inicjatorów ruchu GamerGate, wrogiego wobec wpływów feminizmu i poprawności politycznej w cyberkulturze. W 2015 roku zaczął pracować dla konserwatywnego magazynu „Breitbart”. Przeprowadził się do USA, gdzie brał aktywny udział we wspieraniu kampanii wyborczej Donalda Trumpa na prezydenta.
Jego twórczość dziennikarska opiera się na trollingu wobec progresywnych nurtów kulturowych, a on sam akcentuje postmodernistyczną tendencję ku odrzucaniu wszelkich narzuconych wzorców społecznego zachowania. „Breitbart News” opisuje Yiannopoulosa jako „kulturowego libertarianina”, zwalczającego feminizm, islam, sprawiedliwość społeczną i poprawność polityczną. Jednakże tożsamość Yiannopoulosa – homoseksualnego katolika, który jest jednocześnie zwolennikiem nieskrępowanej wolności słowa – czyni go odpornym na krytykę zarówno ze strony ugrupowań feministycznych i lewicowych, jak i tradycyjnej prawicy. Jak pisze Angela Nagle, „libertynizm, indywidualizm, burżuazyjna bohema, postmodernizm, ironia oraz nihilizm” występujące w poglądach Yiannopoulosa oraz całego nurtu alt-right wywodzą się z ideałów pokolenia rewolucji obyczajowej 1968 roku i były kiedyś przypisywane obyczajowej lewicy, ale wraz z rozwojem cyberkultury zostały skutecznie przywłaszczone przez współczesną prawicę.
Prowokacyjna działalność publicystyczna Yiannopoulosa została rozszerzona o międzynarodowe tournées po brytyjskich i amerykańskich uniwersytetach, nazywane przez niego „Trasą Niebezpiecznego Pedała” („Dangerous Faggot Tour”). Część wykładów z udziałem Yiannopoulosa zostało zablokowanych przez władze uniwersytetów, którym ruch alt-right przypisywał liberalne wartości, co tylko zwiększyło popularność Yiannopoulosa w Internecie. W marcu 2017 wydał autobiograficzną książkę Dangerous, która osiągnęła pierwsze miejsce na liście bestsellerów Publishers Weekly i drugie na liście The New York Timesa w kategorii non-fiction. Pierwotnie książkę miało wydać wydawnictwo Simon & Schuster, jednakże po skandalu z udziałem Yiannopoulosa, któremu zarzucono promowanie pedofilii wycofało się z kontraktu, zwracając mu majątkowe prawa autorskie do książki. Ten sam skandal spowodował, że Yiannopoulos odszedł z „Breitbart News”.
W październiku 2017 roku portal BuzzFeed ujawnił dane, które wyciekły z e-maili posiadanych przez „Breitbart”. Wśród nagrań z kwietnia 2016 roku, na którym Yiannopoulos wraz z przedstawicielami środowisk białych suprematystów oraz amerykańskich neonazistów wykonywał nazistowski salut, śpiewając przy tym patriotyczną amerykańską pieśń „America the Beautiful”. Wyszło ponadto na jaw, że Yiannopoulos zlecał pisanie wielu swoich tekstów oraz tweetów ghostwriterowi Allumowi Bokhariemu, który był związany z ruchem GamerGate.

## Życie prywatne
W lutym 2017 poślubił swego długoletniego partnera, czarnoskórego mężczyznę, którego nazywa John i nie ujawnia o nim bliższych informacji.
W 2021 roku zadeklarował wyleczenie się z homoseksualizmu i rozpoczął promowanie w swoich wystąpieniach terapii konwersji orientacji płciowej.